# Tomasz Torres
Tomasz Torres (ur. 14 maja 1984 w Sosnowcu) – polski perkusista zespołu Afromental. Członek Akademii Fonograficznej ZPAV.

## Życiorys
Syn Izabeli i José Torresów. Absolwent Ogólnokształcącej Szkoły Muzycznej w Bytomiu, student Akademii Muzycznej im. Karola Lipińskiego we Wrocławiu.
Odbył siedem tras koncertowych w USA z zespołem jazzowym Triology, z którym m.in. zajął czwarte miejsce w konkursie jazzowym w Hoeilaart oraz wydał dwie studyjne płyty i jedną koncertową (wszystkie wydane przez Invisible Music Records). Z zespołem José Torres y Salsa Tropical wziął udział w nagraniach programu Wieczór z Jagielskim w TVP2.
Żonaty z aktorką Pauliną Łabą, z którą występuje w internetowym programie Dzikie ucho (od 2020) i uczestniczył w pierwszej edycji programu TVN Power Couple (2021). Mają córkę Selenę (ur. 14 lipca 2023).

## Dyskografia
- Trilogy - Presence (2001)
- Jeszcze raz (2008, ścieżka dźwiękowa)
- Kochaj i tańcz (2009, ścieżka dźwiękowa)
- Mid West Quartet - Jazz Hoeilaart 2008 (2009)
- Krzysztof Urbański Quartet - Krzysztof Urbański Quartet (2010)
- Optimystic - Optimystic (2010)
- José Torres y Salsa Tropical - Torres Salsa Carnaval (2010)